# Milan Vukelič
Milan Vukelič - Jaka, slovenski partizan, politik in delavec, * 22. november 1923, Ortnek, † 11. oktober 1974, Maribor.
V NOV in POS je vstopil 21. januarja 1942. Kot pripadnik Železničarske brigade je bil eden izmed odposlancev, ki so se udeležili Zbora odposlancev slovenskega naroda v Kočevju.